# Nil Moliner
Nil Moliner Abellán (Sant Feliu de Llobregat, Barcelona, 18 de octubre de 1992) es un músico,  cantautor y compositor español. 

## Carrera
Nil Moliner empezó su carrera musical en 2005, como cantante y guitarrista de la banda de pop-rock catalán CyBee, con la que grabó dos discos producidos por Manu Guix y Roger Rodés.
En 2008, con tan solo 15 años, empezó a tocar versiones de otros artistas (como Pereza, Fito & Fitipaldis, Dani Martín o M-Clan) por bares y salas de todo el país, además de subir dichas covers a YouTube, las cuales llegaron a tal éxito que en ellas colaboraron otros artistas o compositores de la talla de La Pegatina o Rosana.
En 2013 sacó su primer sencillo en solitario, Sale el sol, del cual también realizó su primer videoclip. En este momento, también empezó a combinar su carrera musical con trabajos de composición y grabación en su propio estudio: MuuEstudio.
Una vez finalizada su gira de covers, a principios de 2017 comenzó a grabar su primer EP producido, de nuevo, por Manu Guix y Roger Rodés en Medusa Estudio. Este EP —que lleva por nombre Hijos de la Tierra— está elaborado por cuatro canciones compuestas por el propio Nil Moliner que nos transportan al optimismo y felicidad que él mismo trasmite habitualmente.
Después de darse un poco más a conocer gracias a Operación Triunfo, Nil Moliner lanzó en verano de 2018 una remodelada versión de su primer sencillo, Sale El Sol , canción que trata sobre el optimismo que necesitó para hacer frente a la ansiedad. Unos meses más tarde, publicó dos nuevas versiones de algunas canciones de su EP.
Ya en 2019, el cantautor lanzó cinco singles, entre los que destacan El despertar, Soldadito de hierro y Mi religión, con millones de reproducciones en Spotify y Youtube.
Otro de esos singles es Tal vez en colaboración con Rayden. Inspirados por Proactiva Open Arms, deciden lanzar un grito en favor de las personas que cruzan el mar y tratar de denunciar las injusticias sociales.
Durante el verano de 2019, Nil recibe el Disco de Oro en España por su canción Soldadito de hierro. Moliner participa con La Pegatina en la nueva versión de su tema Y se fue publicado en septiembre de 2019. El 22 de octubre se anuncia el primer Disco de Platino en la carrera de Nil Moliner, con su canción Soldadito de hierro.
El 21 de febrero de 2020 el catalán lanzó su álbum debut Bailando en la batalla, que llegó al top 2 de discos más vendidos en España.

## Discografía

### Álbumes de estudio
| Título                   | Detalles | Mejor posición en ESP | Certificaciones   |
| ------------------------ | --- | --------------------- | ----------------- |
| Bailando en la batalla   | - Lanzamiento: 21 de febrero de 2020 - Discográfica: Warner Music - Formato: CD, descarga digital, streaming | 2                     | - PROMUSICAE: Oro |
| Un secreto al que gritar | - Lanzamiento: 22 de octubre de 2021 - Discográfica: Warner Music - Formato: CD, descarga digital, streaming | —                     |                   |
| Lugar Paraíso            | - Lanzamiento: 27 de octubre de 2023 - Discográfica: Warner Music - Formato: CD, descarga digital, streaming | —                     |                   |

#### Reediciones
| Título                                      | Detalles |
| ------------------------------------------- | --- |
| Bailando en la batalla: Ahora más que nunca | - Lanzamiento: 27 de noviembre de 2020 - Discográfica: Warner Music - Formato: CD, descarga digital, streaming |

### EPs
| Título             | Detalles                                                                                                   |
| ------------------ | --- |
| Hijos de la Tierra | - Lanzamiento: 1 de diciembre de 2017 - Discográfica: independiente - Formato: descarga digital, streaming |

### Sencillos

#### Como artista principal
| Título                                                  | Año  | Mejor posición | Certificaciones          | Álbum                                       |
| Título                                                  | Año  | ESP            | Certificaciones          | Álbum                                       |
| ------------------------------------------------------- | ---- | -------------- | ------------------------ | ------------------------------------------- |
| «Sale el sol»                                           | 2018 | —              | —                        | Sin álbum                                   |
| «El despertar»                                          | 2019 | 15             | —                        | Bailando en la batalla                      |
| «Soldadito de Hierro»                                   | 2019 | 40             | - PROMUSICAE: 3× Platino | Bailando en la batalla                      |
| «Déjame Escapar»                                        | 2019 | —              | —                        | Bailando en la batalla                      |
| «Mi Religión»                                           | 2019 | 89             | - PROMUSICAE: Platino    | Bailando en la batalla                      |
| «Tal Vez» (con Rayden)                                  | 2019 | —              | —                        | Bailando en la batalla                      |
| «Soldadito de Hierro» (con Dani Fernández)              | 2019 | 14             | —                        | Bailando en la batalla                      |
| «Cien por Cien»                                         | 2019 | —              | —                        | Bailando en la batalla                      |
| «Bailando» (con Lennis Rodríguez)                       | 2020 | —              | —                        | Bailando en la batalla: Ahora más que nunca |
| «La Bestia»                                             | 2020 | —              | —                        | Bailando en la batalla: Ahora más que nunca |
| «Calma»                                                 | 2020 | —              | —                        | Bailando en la batalla: Ahora más que nunca |
| «Mejor Así»                                             | 2021 | 90             | —                        | Un secreto al que gritar                    |
| «Libertad»                                              | 2021 | 32             | - PROMUSICAE: Platino    | Un secreto al que gritar                    |
| «Som Ocells»                                            | 2021 | —              | —                        | Un secreto al que gritar                    |
| «Solo»                                                  | 2021 | —              | —                        | Un secreto al que gritar                    |
| «Me Quedo» (con Ana Mena)                               | 2021 | 98             | —                        | Un secreto al que gritar                    |
| «La Playa»                                              | 2022 | —              | —                        | Sin álbum                                   |
| «Meneito» (con Yera Sama)                               | 2022 | —              | —                        | Lugar Paraíso                               |
| «Nada Que Decir» (con Marlena)                          | 2022 | —              | —                        | Lugar Paraíso                               |
| «Dos Primaveras»                                        | 2023 | —              | —                        | Lugar Paraíso                               |
| «Súbeme el volumen» (con Pitizion)                      | 2023 | —              | —                        | Lugar Paraíso                               |
| «Mi Bandera»                                            | 2023 | —              | —                        | Lugar Paraíso                               |
| «Mezcalito»                                             | 2023 | —              | —                        | Lugar Paraíso                               |
| «Costa Rica»                                            | 2023 | —              | —                        | Lugar Paraíso                               |
| «Luces de ciudad» (con Álvaro de Luna y Dani Fernández) | 2023 | —              | —                        | Lugar Paraíso                               |
| «Vuela alto»                                            | 2023 | —              | —                        | Lugar Paraíso                               |
| «Tú»                                                    | 2023 | —              | —                        | Lugar Paraíso                               |
| «Good day» (con Camidoh)                                | 2023 | —              | —                        | Lugar Paraíso                               |
| «Enséñame»                                              | 2023 | —              | —                        | Lugar Paraíso                               |
| «Estamos bien»                                          | 2023 | —              | —                        | Lugar Paraíso                               |
| «Querer no me queda tan mal»                            | 2023 | —              | —                        | Lugar Paraíso                               |
| «Quan no siguis a prop» (con Luís Gavaldá)              | 2023 | —              | —                        | Lugar Paraíso                               |
| «Ara»                                                   | 2024 | —              | —                        | Sin álbum                                   |

#### Como artista invitado
| Título                                                    | Año  | Mejor posición | Álbum                  |
| Título                                                    | Año  | ESP            | Álbum                  |
| --------------------------------------------------------- | ---- | -------------- | ---------------------- |
| «De donde vengo» (Muerdo con Nil Moliner)                 | 2019 | —              | Fin de la primera vida |
| «Y se fue» (La Pegatina con Nil Moliner)                  | 2019 | —              | Un secreto a voces     |
| «Resistiré 2020»                                          | 2020 | 6              | Sin álbum              |
| «Volveré a Empezar» (Stay Homas con Nil Moliner)          | 2020 | —              | Desconfination         |
| «Una Vez Más» (David Otero con Nil Moliner y Arnau Griso) | 2020 | —              | Otero y yo             |
| «Se Me Va» (Danny Romero con Nil Moliner)                 | 2021 | —              | Sin álbum              |
| «Epiphany» (Dvicio con Nil Moliner)                       | 2021 | —              | Impulso                |
| «La Chispa» (Lérica con Nil Moliner)                      | 2022 | —              | Sin álbum              |
| «Baby Boo» (Yera Sama con Nil Moliner)                    | 2024 | 57             | Sin álbum              |

## Composiciones
Nil Moliner fue seleccionado (de entre más de 200 propuestas) por parte del equipo de Operación Triunfo 2017 y Gestmusic como uno de los compositores de los temas candidatos a asistir al festival de Eurovisión 2018, celebrado el 12 de mayo del mismo año. El tema escogido fue Que nos sigan las luces, el cual fue compuesto para ser interpretado por Alfred García, concursante de dicha edición del concurso musical. Sin embargo, la canción compuesta por Nil Moliner sólo obtuvo un 3 % de los votos en la gala de Eurovisión del programa, quedando en penúltimo lugar de entre todas las canciones propuestas para el festival. A pesar de ello, la canción obtuvo un gran éxito, acumulando millones de reproducciones en Spotify y obteniendo el certificado de disco de oro en agosto de 2018.
Un año más tarde, el catalán fue seleccionado de nuevo como compositor para representar a España en Eurovisión 2019, junto a Javi Garabatto y María Pelae, presentando la canción «Nadie se salva», que fue interpretada por Miki Núñez y Natalia Lacunza. Dicha canción fue una de las más votadas por el público, quedando en tercer lugar en la carrera por ir al festival. Nil participó en la composición de cinco canciones («Celébrate», «Eterno verano», «Nadie se salva» , «Escriurem», «Y escribir») del álbum debut de Miki Núñez 'Amuza', el cual alcanzó el #1 en ventas en España.